# Kvistspik
Kvistspik (Phaeocalicium populneum) är en lavart som först beskrevs av Brond. ex Duby, och fick sitt nu gällande namn av A. F. W. Schmidt. Kvistspik ingår i släktet Phaeocalicium och familjen Mycocaliciaceae.  Arten är reproducerande i Sverige. Inga underarter finns listade i Catalogue of Life.